# Карпинето (Салерно)
Карпинето је насеље у Италији у округу Салерно, региону Кампанија.
Према процени из 2011. у насељу је живело 274 становника. Насеље се налази на надморској висини од 355 м.